# Van Royen (Breukelerveen)
Van Royen is een Nederlands geslacht dat afkomstig is uit Breukelerveen en dat bestuurders en militairen voortbracht.

## Geschiedenis
De stamreeks begint met Willem Cornelisse Royen die omstreeks 1690 in Breukelerveen werd geboren. Zijn kleinzoon Aardt (1745-1819) werd schout, maire en burgemeester van 's-Graveland.
In 1924 en 1953 werd het geslacht opgenomen in het genealogische naslagwerk Nederland's Patriciaat.

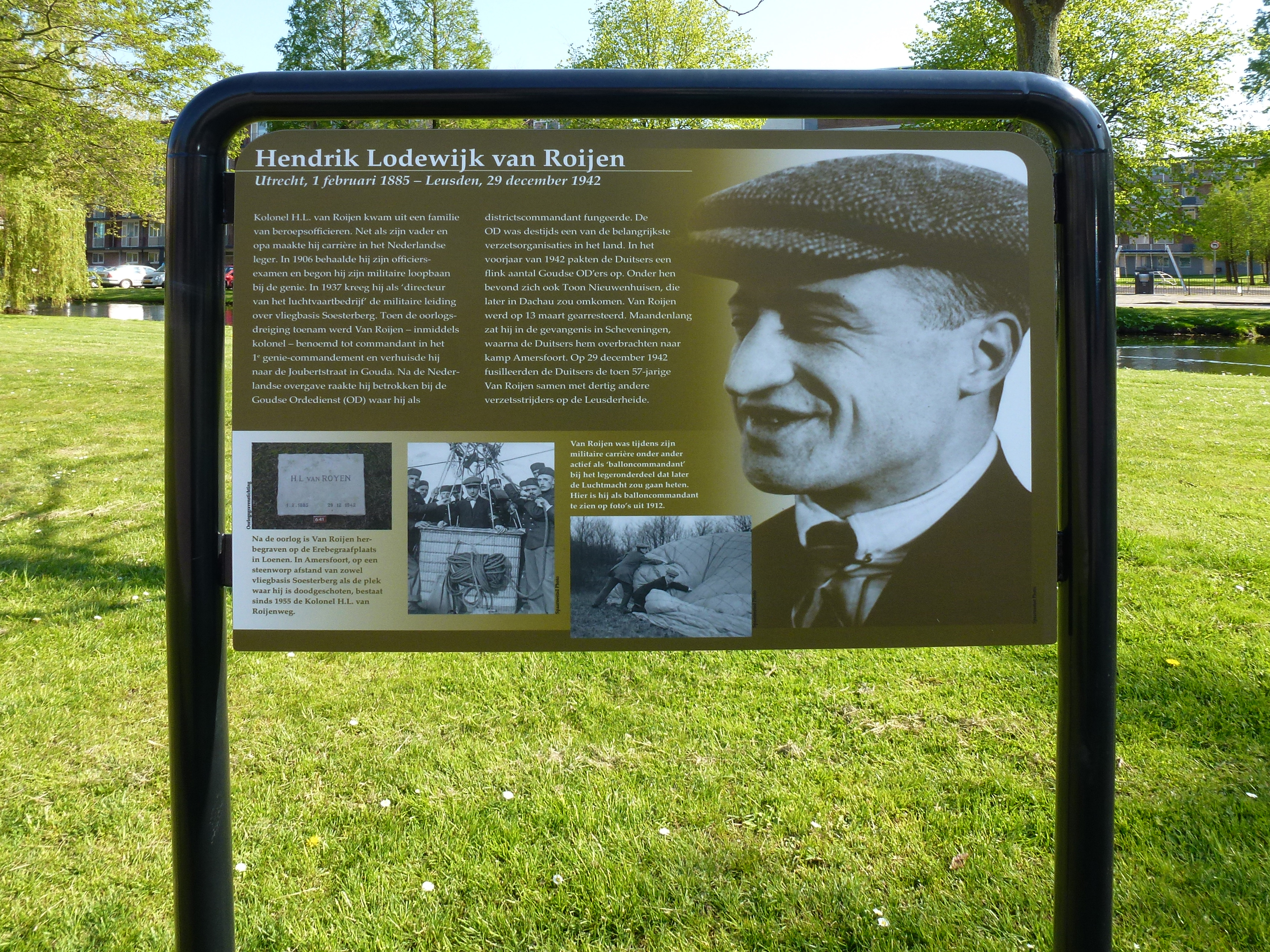
Verzetsstrijder Hendrik Lodewijk van Royen

## Enkele telgen
Aardt van Royen (1745-1819), schout, maire en burgemeester van 's-Graveland
- Cornelis van Royen (1785), griffier van Politie
  - Jan Barend van Royen (1807-1867), werkzaam bij het kadaster en Directe belastingen
    - Jan Barend Hendrik van Royen (1830-1906), majoor Provinciale Staf
      - François Reinier van Royen (1861-1917), kolonel genie; trouwde in 1884 met jkvr. Henriette van Styrum (1863-1935), lid van de familie Van Styrum
        - Hendrik Lodewijk van Royen (1885-1942), kolonel genie, verzetsstrijder
          - Antoinette Albertine van Royen (1916-2012); trouwde in 1950 met dr. Martinus Barkey Wolf, heer van Geersdijk (1896-1983), lid provinciale staten van Utrecht

      - prof. Louis Anne van Royen (1865-1946), kapitein artillerie, hoogleraar Technische Hogeschool te Delft, minister van Oorlog en ad interim van Marine
      - Rudolph Pieter van Royen (1873-1940), kapitein genie, daarna directeur Gemeentewaterleiding te Amsterdam
      - mr. Jean François van Royen (1878-1942), algemeen secretaris hoofdbestuur van de PTT, drukker
        - Augusta Louisa Wilhelmina van Royen (1906-2006); trouwde in 1929 met prof. dr. Iohan Quirijn van Regteren Altena (1899-1980), hoogleraar Kunstgeschiedenis Gemeenteuniversiteit Amsterdam, directeur Rijksprentenkabinet